# John Wrottesley
John Wrottesley, Segundo Barón de Wrottesley, (5 de agosto de 1798 – 27 de octubre de 1867) fue un astrónomo británico.

## Semblanza
Wrottesley era hijo de John Wrottesley, Primer Barón de Wrottesley, y su primera esposa Caroline Bennet. Sucedió a su padre en la baronía el 16 de marzo de 1841. Fue uno de los miembros fundadores de la Royal Astronomical Society, donde fue Presidente desde 1841 a 1842. También fue Presidente de la Royal Society (1854-1858).

## Reconocimientos
- En 1839 fue condecorado con la Medalla de oro de la Real Sociedad Astronómica.

## Eponimia
- El cráter lunar Wrottesley lleva este nombre en su memoria.[3]